# Березівка (притока Інгульця)
Березівка — річка в Україні, у межах Світловодського та Олександрійського районів Кіровоградської області. Ліва притока Інгульця (басейн Дніпра).

## Опис
Довжина річки 27 км, площа басейну 287 км². Ширина долини до 2,4 км, глибина 25—30 м. Річище слабозвивисте, його пересічна ширина 2 м. Похил річки 0,32 м/км. Споруджено декілька ставків. У посушливі пори річка місцями пересихає.

## Розташування
Річка бере початок біля села Іванівки. Тече на південний схід і південь. Впадає до Інгульця в селі Протопопівці, що неподалік (на північний захід) від міста Олександрії.
У нижній течії річка з'єднується з каналом Дніпро — Інгулець.
Притоки: невеликі потічки.